# Garten
Garten lakott sziget Ørland kistérségben, Sør-Trøndelag megye területén, Norvégia nyugati részén. A sziget a Throndheimsfjord-szorosban fekszik, délnyugatra a szárazföldtől. Területe 1,5 négyzetkilométer, hossza 2,8 kilométer. Storfosna szigetétől két kilométernyire fekszik délkeleti irányban. A lakosság nagyobb része a sziget közepén található Garten településen él. A Leksa-szigetek déli tagjával, valamint Storfosna szigetével és a szárazföldön fekvő Agdenessel kompjárat köti össze. A sziget legmagasabb pontján mindössze 74 méteres tengerszint feletti magasságot ér el.

## Fordítás
Ez a szócikk részben vagy egészben  a   Garten című angol Wikipédia-szócikk ezen változatának fordításán alapul.  Az eredeti cikk szerkesztőit annak laptörténete sorolja fel. Ez a jelzés csupán a megfogalmazás eredetét és a szerzői jogokat jelzi, nem szolgál a cikkben szereplő információk forrásmegjelöléseként.